# 左野勝司
左野 勝司（さの かつじ、1943年〈昭和18年〉2月27日 - 2024年〈令和6年〉7月29日）は石工、飛鳥建設代表取締役。和歌山県出身。

## 経歴
中学校卒業後に石工となり、石工だった父親のもとで修業。さらに国内外の石造文化財への見学や修理現場への参加を通して独学で研鑽を積んだ。
1965年（昭和40年）に奈良県で左野石材店を創業し、以後50年以上にわたって石造文化財の修復や運搬に携わった。1978年（昭和53年）には飛鳥建設を設立。
1988年（昭和63年）、奈良県斑鳩町の藤ノ木古墳の発掘調査において狭い石室の中から家形石棺のふた（重さ2トン）を持ち上げる作業に成功。
1992年（平成4年）からはイースター島のモアイ像修理事業に参加し、15体のモアイ像を修復。カンボジアのアンコール遺跡群の寺院の修復など日本国外の石造文化財修理事業への参加・指導も行った。
2006年（平成18年）からは奈良県明日香村の高松塚古墳の壁画を石室ごと取り外して古墳の外で修理する事業に参加し、2007年（平成19年）に壁画が描かれた石室の壁などの取り出しに成功した。
2023年（令和5年）6月、イースター島からの要請で前年の山火事で損傷したモアイ像の調査を行った。
2024年2月頃から体調を崩して自宅で療養していたが、同年7月29日に膵がんのため亡くなった。享年、81歳。

## 著書
- 『石ひとすじ』（2009年、学生社刊）[4]

## 受賞歴
- 吉川英治文化賞（2007年）[1]
- 文化庁長官表彰（2007年）[1]